# Kultura konwergencji
Kultura konwergencji – zjawisko z pogranicza nauk społecznych i nowych technologii.
Określa ono wytwory kultury i modele zachowań powstałe pod wpływem konwergencji mediów. Autorem pojęcia jest amerykański medioznawca Henry Jenkins, który w swojej książce „Kultura konwergencji. Zderzenie starych i nowych mediów” dokładnie analizuje procesy łączenie się mediów na różnych poziomach i skutki tego procesu w wymiarze kulturowym. Przykładem wytworu kultury konwergencyjnej są krótkometrażowe filmy na podstawie sagi Gwiezdne wojny, które realizowane są amatorsko przez fanów tej serii filmów.